# Біатлон на зимових Олімпійських іграх 2018 — естафета (чоловіки)
Естафета серед чоловіків у біатлоні на зимових Олімпійських іграх 2018 відбулася 23 лютого в центрі лижного спорту та біатлону «Альпензія» у Пхьончхані, Південна Корея.

## Розклад
Час UTC+9
| Дата      | Час         | Раунд |
| --------- | ----------- | ----- |
| 23 лютого | 20:15–21:45 | Фінал |

## Результати
Перегони розпочались о 20:15 за місцевим часом (UTC+9).
| Місце | Номер | Країна                                                                               | Час                                       | Промахи (P+S)                            | Відставання |
| ----- | ----- | ------------------------------------------------------------------------------------ | ----------------------------------------- | ---------------------------------------- | ----------- |
| 1     | 3     | Швеція · Пеппе Фемлінг · Єспер Нелін · Себастьян Самуельссон · Фредрик Ліндстрем     | 1:15:16.5 18:50.9 18:59.9 18:31.5 18:54.2 | 0+2 0+5 0+0 0+1 0+1 0+3 0+1 0+0 0+0 0+1  | –           |
| 2     | 1     | Норвегія · Ларс-Гельге Біркеланн · Тар'єй Бо · Йоганнес Бо · Еміль-Гегле Свендсен    | 1:16:12.0 18:48.1 19:17.5 18:16.3 19:50.1 | 0+4 1+8 0+1 0+1 0+3 0+3 0+0 0+1 0+0 1+3  | +55.5       |
| 3     | 4     | Німеччина · Ерік Лессер · Бенедикт Долль · Арнд Пайффер · Зімон Шемпп                | 1:17:23.6 18:23.6 19:48.2 18:23.8 20:48.0 | 0+3 3+7 0+0 0+1 0+0 2+3 0+0 0+0 0+3 1+3  | +2:07.1     |
| 4     | 8     | Австрія · Тобіас Еберхард · Зімон Едер · Юліан Ебергард · Домінік Ландертінгер       | 1:18:09.0 19:03.6 18:47.4 19:53.9 20:24.1 | 0+2 2+9 0+1 0+2 0+0 0+1 0+1 2+3 0+0 0+3  | +2:52.5     |
| 5     | 2     | Франція · Сімон Детьє · Емільєн Жакелен · Мартен Фуркад · Антонен Гігонна            | 1:18:43.1 20:12.1 19:06.0 20:01.2 19:23.8 | 0+4 3+8 0+2 2+3 0+0 0+1 0+1 1+3 0+1 0+1  | +3:26.6     |
| 6     | 17    | США · Ловелл Бейлі · Шон Доерті · Тім Берк · Лейф Нордгрен                           | 1:19:06.7 19:14.2 19:14.0 19:32.5 21:06.0 | 2+6 0+8 0+2 0+2 0+1 0+0 0+0 0+3 2+3 0+3  | +3:50.2     |
| 7     | 11    | Чехія · Ондржей Моравець · Міхал Шлезінгр · Ярослав Соукуп · Міхал Крчмарж           | 1:19:23.6 18:58.1 18:36.5 20:40.3 21:08.7 | 0+4 2+9 0+0 0+3 0+1 0+0 0+1 1+3 0+2 1+3  | +4:07.1     |
| 8     | 16    | Білорусь · Антон Смольський · Роман Єльотнов · Сергій Бочарников · Володимир Чепелін | 1:20:06.0 18:51.4 19:55.8 21:02.4 20:16.4 | 2+6 1+6 0+0 0+1 0+1 1+3 2+3 0+1 0+2 0+1  | +4:49.5     |
| 9     | 9     | Україна · Артем Прима · Сергій Семенов · Володимир Семаков · Дмитро Підручний        | 1:20:17.3 18:47.5 20:19.4 20:55.7 20:14.7 | 0+0 2+9 0+0 0+0 0+0 0+3 0+0 1+3          | +5:00.8     |
| 10    | 10    | Словенія · Міха Довжан · Клемен Бауер · Мітя Дриновець · Ленарт Облак                | 1:20:17.3 19:33.5 19:44.1 20:23.1 20:36.6 | 0+5 1+5 0+0 0+2 0+1 1+3 0+3 0+0 0+1 0+0  | +5:00.8     |
| 11    | 12    | Канада · Крістіан Гоу · Скотт Гоу · Макс Девіс · Брендан Грін                        | 1:20:56.8 19:11.8 19:23.3 22:16.0 20:05.7 | 0+4 1+7 0+0 0+3 0+0 0+0 0+3 1+3 0+1 0+1  | +5:40.3     |
| 12    | 5     | Італія · Томас Бормоліні · Лукас Гофер · Джузеппе Монтелло · Домінік Віндіш          | 1:21:35.6 20:03.8 19:00.7 20:37.5 21:53.6 | 1+5 3+11 0+1 0+3 0+1 0+2 0+0 1+3 1+3 2+3 | +6:19.1     |
| 13    | 13    | Естонія · Рене Захна · Калев Ермітс · Роланд Лессінг · Каурі Кийв                    | 1:22:26.4 19:32.7 20:05.6 21:12.2 21:35.9 | 1+5 2+10 0+2 0+2 0+0 1+3 1+3 0+2 0+0 1+3 | +7:09.9     |
| 14    | 18    | Румунія · Георге Бута · Ремус Фаур · Георге Поп · Корнел Пукьяну                     | 1:22:51.1 20:32.7 20:16.9 20:25.6 21:35.9 | 0+1 2+7 0+0 0+1 0+0 0+2 0+1 0+1 0+0 2+3  | +7:34.6     |
| 15    | 6     | Швейцарія · Серафін Вістнер · Беньямін Веґер · Жеремі Фінелло · Маріо Дольдер        | 1:23:06.1 21:30.0 19:17.2 20:22.6 21:56.3 | 2+8 3+11 2+3 0+3 0+3 0+2 0+2 0+3 0+0 3+3 | +7:49.6     |
| 16    | 7     | Болгарія · Красімір Анев · Антон Сінапов · Дімітар Герджиков · Владімір Ілієв        | LAP 19:59.9 19:52.2 LAP 0                 | 1+5 2+8 0+0 1+3 0+2 0+2 1+3 1+3 0        | +9:59.7 !   |
| 17    | 14    | Казахстан · Максим Браун · Василь Подкоритов · Владислав Вітенко · Роман Єрьомін     | LAP 20:13.2 20:55.7 LAP 0                 | 0+5 2+5 0+0 0+1 0+3 0+1 0+2 2+3 0        | +9:59.8 !   |
| 18    | 15    | Словаччина · Матей Казар · Томаш Гасілла · Шимон Бартко · Мартін Отченаш             | LAP 18:42.0 22:04.0 LAP 0                 | 4+6 1+5 0+0 0+0 0+3 1+3 4+3 0+2 0        | +9:59.9 !   |